# Chicora
Els chicora foren petita tribu d'amerindis dels Estats Units a l'àrea Pee Dee al nord-est de Carolina del Sud, que va cap al riu Cape Fear a Carolina del Nord. Es tracta de la tribu més antiga dels Estats Units d'Amèrica de la qual existeix un registre escrit, de 1521.
La bibliografia acadèmica els considera un subgrup dels catawbes, possiblement Edisto, i que probablement parlava una de les llengües siouan. De fet, el seu nom podria tenir l'origen en el mot catawba «Yuchi-kĕré» (en català, «els Yuchi són allà»).
El 1521 una expedició espanyola de Santo Domingo, liderada per Francisco Gordillo, desembarcà a l'àrea. Prengué com a captius 70 nadius i se'ls emportaren a l'Hispaniola. Si bé la majoria dels van morir al cap de dos anys, un nadiu, a qui els espanyols anomenaren Francisco de Chicora, fou batejat i aprengué a parlar castellà. Treballà per a Lucas Vázquez de Ayllón, qui se'l va endur a Espanya en un viatge. Chicora informà sobre el seu poble i llurs pràctiques al cronista de la cort, Pere Màrtir d'Angleria. Anys més tard, el 1526, de Chicora acompanyà una altra expedició espanyola a Amèrica del Nord. Quan el grup arribà a terra ferma al riu Santee, s'escapà i es reuní amb el seu poble.
L'obra de Pere Màrtir De Orbe Novo fou publicada a l'obra Década de 1930, que fou traduïda a l'anglès el 1555 i en una exposició més àmplia el 1912. L'obra The Testimony of Francisco de Chicora és inclosa en la setena Década. Pel que fa a les restes de la tribu, romanen a Conway (Carolina del Sud) i cerquen el reconeixement oficial de l'estat.